# Gurazala
Gurazala là một mandal thuộc huyện Guntur, bang Andhra Pradesh, Ấn Độ. It is the headquarters of Gurazala mandal and Gurazala Revenue Division.